# Nuoto ai I Giochi olimpici giovanili estivi
Le competizioni di nuoto alle olimpici giovanili estive del 2010 si sono tenuti nel periodo dal 15 al 20 agosto 2010.

## Podi

### Ragazzi
| Evento                          | Oro                                                               | Perform. | Argento                                                             | Perform. | Bronzo                                                                      | Perform. |
| Stile libero                    |                                                                   |          |                                                                     |          |                                                                             |          |
| 50 m (dettagli)                 | Andrij Hovorov                                                    | 22"35    | Kenneth To                                                          | 22"82    | Aitor Martinez                                                              | 22"83    |
| 100 m (dettagli)                | Medhy Metella                                                     | 49"99    | Velimir Stjepanović                                                 | 50"25    | Kenneth To                                                                  | 50"29    |
| 200 m (dettagli)                | Andrey Ushakov                                                    | 1'49"81  | Cristian Quintero                                                   | 1'49"98  | Jeremy Bagshaw                                                              | 1'50"67  |
| 400 m (dettagli)                | Dai Jun                                                           | 3'50"91  | Chad le Clos                                                        | 3'51"37  | Cristian Quintero                                                           | 3'53"44  |
| Dorso                           |                                                                   |          |                                                                     |          |                                                                             |          |
| 50 m (dettagli)                 | Christian Homer                                                   | 26"36    | Rainer Kai Wee Ng                                                   | 26"45    | Abdullah Altuwaini                                                          | 26"46    |
| 50 m (dettagli)                 | Christian Homer                                                   | 26"36    | Rainer Kai Wee Ng                                                   | 26"45    | Max Ackermann                                                               | 26"46    |
| 100 m (dettagli)                | He Jianbin                                                        | 55"16    | Yakov Toumarkin                                                     | 55"28    | Lavrans Solli                                                               | 56"20    |
| 200 m (dettagli)                | Péter Bernek                                                      | 1'59"18  | Yakov Toumarkin                                                     | 1'59"39  | Balazs Zambo                                                                | 2'01"60  |
| Rana                            |                                                                   |          |                                                                     |          |                                                                             |          |
| 50 m (dettagli)                 | Ivan Capan                                                        | 28"55    | Nicholas Schafer                                                    | 28"59    | Razvan Tudosie                                                              | 28"69    |
| 100 m (dettagli)                | Nicholas Schafer                                                  | 1'01"38  | Anton Lobanov                                                       | 1'01"44  | Flavio Bizzarri                                                             | 1'02"22  |
| 200 m (dettagli)                | Flavio Bizzarri                                                   | 2'13"31  | Anton Lobanov                                                       | 2'13"65  | Nicholas Schafer                                                            | 2'13"72  |
| Farfalla                        |                                                                   |          |                                                                     |          |                                                                             |          |
| 50 m (dettagli)                 | Andrij Hovorov                                                    | 23"64    | Chang Gyu-cheol                                                     | 24"05    | Tommaso Romani                                                              | 24"80    |
| 100 m (dettagli)                | Chang Gyu-cheol                                                   | 53"13    | Chad le Clos                                                        | 53"31    | Velimir Stjepanović                                                         | 53"77    |
| 200 m (dettagli)                | Bence Biczó                                                       | 1'55"89  | Chad le Clos                                                        | 1'56"85  | Marcin Cieślak                                                              | 1'57"68  |
| Misti                           |                                                                   |          |                                                                     |          |                                                                             |          |
| 200 m (dettagli)                | Chad le Clos                                                      | 2'00"68  | Kenneth To                                                          | 2'02"51  | Dylan Bosch                                                                 | 2'02"59  |
| Staffette                       |                                                                   |          |                                                                     |          |                                                                             |          |
| 4x100 m stile libero (dettagli) | Russia Andrey Ushakov Alexey Atsapkin Ilya Lemaev Anton Lobanov   | 3'23"91  | Cina Sun Bowei Dai Jun Wang Ximing He Jianbin                       | 3'24"46  | Sudafrica Chad le Clos Murray McDougall Dylan Bosch Pierre Keune            | 3'24"66  |
| 4x100 m misti (dettagli)        | Australia Max Ackermann Nicholas Schaffer Kenneth To Justin James | 3'42"60  | Francia Ganesh Pedurand Thomas Rabeisen Jordan Coelho Medhy Metella | 3'43"84  | Germania Christian Diener Christian Vom Lehn Melvin Herrmann Kevin Leithold | 3'44"22  |

### Ragazze
| Evento                          | Oro                                                          | Perform. | Argento                                                                       | Perform.      | Bronzo                                                           | Perform. |
| Stile libero                    |                                                              |          |                                                                               |               |                                                                  |          |
| 50 m (dettagli)                 | Yi Tang Anna Santamans                                       | 25"40    | Non Assegnato                                                                 | Non Assegnato | Emma McKeon                                                      | 25"61    |
| 100 m (dettagli)                | Yi Tang                                                      | 54"46    | Emma McKeon                                                                   | 55"37         | Lauren Earp                                                      | 56"59    |
| 200 m (dettagli)                | Yi Tang                                                      | 1'58"78  | Boglárka Kapás                                                                | 2'00"99       | Emma McKeon                                                      | 2'01"18  |
| 400 m (dettagli)                | Boglárka Kapás                                               | 4'10"37  | Kiera Janzen                                                                  | 4'14"28       | Ellie Faulkner                                                   | 4'14"31  |
| Dorso                           |                                                              |          |                                                                               |               |                                                                  |          |
| 50 m (dettagli)                 | Mathilde Cini                                                | 29"19    | Daryna Zevina                                                                 | 29"34         | Alexandra Papusha                                                | 29"51    |
| 100 m (dettagli)                | Daryna Zevina                                                | 1'01"51  | Anqi Bai                                                                      | 1'01"97       | Alexandra Papusha                                                | 1'02"15  |
| 200 m (dettagli)                | Anqi Bai                                                     | 2'11"46  | Kaitlyn Jones                                                                 | 2'12"20       | Daryna Zevina                                                    | 2'12"31  |
| Rana                            |                                                              |          |                                                                               |               |                                                                  |          |
| 50 m (dettagli)                 | Rachel Nicol                                                 | 32"06    | Martina Carraro                                                               | 32"44         | Ana Rodrigues                                                    | 32"49    |
| 100 m (dettagli)                | Tera van Beilen                                              | 1'08"95  | Emily Selig                                                                   | 1'09"06       | Rachel Nicol                                                     | 1'09"18  |
| 200 m (dettagli)                | Emily Selig                                                  | 2'27"78  | Tera van Beilen                                                               | 2'29"39       | Maya Hamano                                                      | 2'29"75  |
| Farfalla                        |                                                              |          |                                                                               |               |                                                                  |          |
| 50 m (dettagli)                 | Liu Lan                                                      | 26"97    | Elena Di Liddo                                                                | 27"06         | Anna Santamans                                                   | 27"31    |
| 100 m (dettagli)                | Liu Lan                                                      | 59"67    | Judit Ignacio                                                                 | 1'00"07       | Rachael Kelly                                                    | 1'00"26  |
| 200 m (dettagli)                | Boglárka Kapás                                               | 2'08"72  | Judit Ignacio                                                                 | 2'10"11       | Liu Lan                                                          | 2'11"94  |
| Misti                           |                                                              |          |                                                                               |               |                                                                  |          |
| 200 m (dettagli)                | Kaitlyn Jones                                                | 2'14"53  | Kristina Kochetkova                                                           | 2'15"13       | Barbora Zavadova                                                 | 2'15"36  |
| Staffette                       |                                                              |          |                                                                               |               |                                                                  |          |
| 4x100 m stile libero (dettagli) | Cina Liu Lan Anql Bai Chang Wang Yi Tang                     | 3'48"84  | Germania Juliane Reinhold Lena Kalla Dorte Baumert Lina Rathsack              | 3'49"02       | Canada Lindasy Delmar Tera van Beilen Rachel Nicol Lauren Earp   | 3'51"81  |
| 4x100 m misti (dettagli)        | Australia Madison Wilson Emily Selig Zoe Johnson Emma McKeon | 4'09"68  | Russia Alexandra Papusha Olga Detenyuk Kristina Kochetkova Ekaterina Andreeva | 4'11"07       | Germania Dorte Baumert Lina Rathsack Lena Kalla Juliane Reinhold | 4'11"76  |

### Misto
| Evento                          | Oro                                         | Perform. | Argento                                                                   | Perform. | Bronzo                                                           | Perform. |
| Staffette                       |                                             |          |                                                                           |          |                                                                  |          |
| 4x100 m stile libero (dettagli) | Cina Bowei Sun Tang Yi Liu Lan Jianbin He   | 3'31"34  | Australia Kenneth To Emma McKeon Madison Wilson Justin James              | 3'31"69  | Francia Medhy Metella Anna Santamans Mathilde Cini Jordan Coelho | 3'35"90  |
| 4x100 m misti (dettagli)        | Cina Jianbin He Ximing Wang Liu Lan Tang Yi | 3'52"52  | Russia Alexandra Papusha Anton Lobanov Kristina Kochetkova Andrey Ushakov | 3'55"29  | Australia Max Ackerman Emily Selig Kenneth To Emma McKeon        | 3'55"63  |

## Medagliere
| Posizione | Paese             |    |    |    | Totale |
| --------- | ----------------- | -- | -- | -- | ------ |
| 1         | Cina              | 11 | 2  | 1  | 14     |
| 2         | Australia         | 4  | 6  | 6  | 16     |
| 3         | Ungheria          | 4  | 1  | 1  | 6      |
| 4         | Francia           | 3  | 1  | 2  | 6      |
| 5         | Ucraina           | 3  | 1  | 1  | 5      |
| 6         | Russia            | 2  | 5  | 2  | 9      |
| 7         | Canada            | 2  | 1  | 4  | 7      |
| 8         | Sudafrica         | 1  | 3  | 2  | 6      |
| 9         | Italia            | 1  | 2  | 2  | 5      |
| 10        | Stati Uniti       | 1  | 2  | 0  | 3      |
| 11        | Corea del Sud     | 1  | 1  | 0  | 2      |
| 12        | Trinidad e Tobago | 1  | 0  | 0  | 1      |
| 12        | Croazia           | 1  | 0  | 0  | 1      |
| 14        | Spagna            | 0  | 2  | 1  | 3      |
| 15        | Israele           | 0  | 2  | 0  | 2      |
| 16        | Germania          | 0  | 1  | 2  | 3      |
| 17        | Venezuela         | 0  | 1  | 1  | 2      |
| 17        | Serbia            | 0  | 1  | 1  | 2      |
| 19        | Singapore         | 0  | 1  | 0  | 1      |
| 20        | Regno Unito       | 0  | 0  | 2  | 2      |
| 21        | Kuwait            | 0  | 0  | 1  | 1      |
| 21        | Norvegia          | 0  | 0  | 1  | 1      |
| 21        | Portogallo        | 0  | 0  | 1  | 1      |
| 21        | Rep. Ceca         | 0  | 0  | 1  | 1      |
| 21        | Giappone          | 0  | 0  | 1  | 1      |
| 21        | Polonia           | 0  | 0  | 1  | 1      |
| 21        | Romania           | 0  | 0  | 1  | 1      |
| Totale    | Totale            | 35 | 33 | 35 | 103    |